# Liste der Baudenkmale in Thelkow
In der Liste der Baudenkmale in Thelkow sind alle Baudenkmale der Gemeinde Thelkow (Landkreis Rostock) und ihrer Ortsteile aufgelistet (Stand 10. Februar 2021).

## Thelkow
| ID  | Lage                | Bezeichnung                                                                           | Beschreibung | Bild                                                                                  |
| --- | ------------------- | ------------------------------------------------------------------------------------- | --- | ------------------------------------------------------------------------------------- |
| 735 | Dorfplatz 1 (Karte) | Gutshaus mit Park                                                                     | 2-gesch., 11-achs, Putzbau vom 19. Jh. mit 2-gesch. Mittelrisalit und Krüppelwalm |                                                                                       |
| 736 | Dorfplatz (Karte)   | Kirche mit Friedhof, Einfried., Glockenstuhl, Mausoleum und Gefallenendenkmal 1914/18 | Frühgotische Feldsteinkirche mit Backsteineinfassungen von um 1260/1280; 1-schiffiges, 2-jochiges Langhaus, eingezogener Chor mit Kreuzgewölbe; freier Glockenstuhl aus Holz vom 18. Jh.; Sakristei mit Fachwerkgiebel 18. Jh.; Innen: teilweise flache Decke, Taufe aus Kalkstein vom 13. Jh., Schnitzaltar 15. Jh., Kanzel aus Holz von 1680, Patronatsloge 18. Jh. | Kirche mit Friedhof, Einfried., Glockenstuhl, Mausoleum und Gefallenendenkmal 1914/18 |
| 737 | Oberdorf 4 (Karte)  | Bauernhof mit Wohnhaus, Wirtschaftsgebäuden und Einfriedung                           | |                                                                                       |
| 738 | Unterdorf 1 (Karte) | Pfarrhaus                                                                             | |                                                                                       |

## Kowalz
| ID  | Lage                   | Bezeichnung                                                         | Beschreibung                                                                                | Bild |
| --- | ---------------------- | ------------------------------------------------------------------- | ------------------------------------------------------------------------------------------- | ---- |
| 400 | B 110, Kreuzung Kowalz | Postmeilenstein (nahe ehemaliger Kreisgrenze zum Landkreis Güstrow) | Ganzmeilenobelisk                                                                           |      |
| 401 | Hauptstraße 24 (Karte) | ehem. Maschinentraktorenstation, Hauptgebäude                       |                                                                                             |      |
| 402 | Hauptstraße 3 (Karte)  | Gutspark                                                            | Gutsbesitz u. a.: Familien von Bassewitz, von Neumann, von Dillenburg Oerthing, von Plüskow |      |

## Starkow
| ID  | Lage                | Bezeichnung        | Beschreibung                                               | Bild |
| --- | ------------------- | ------------------ | ---------------------------------------------------------- | ---- |
| 807 | Starkow 5-7 (Karte) | Herrenhaus Starkow | Sackgassenlage direkt am Recknitztal und Naturschutzgebiet |      |

## Veränderungen
Im Vergleich zur Denkmalliste 2007 ist nicht mehr enthalten:

### Liepen
| ID | Lage                  | Bezeichnung     | Beschreibung | Bild |
| -- | --------------------- | --------------- | ------------ | ---- |
|    | gegenüber Haus Nr. 21 | Postmeilenstein |              |      |

## Quelle
Denkmalliste des Landkreises Rostock A ‐ Z (Stand: 10. Februar 2021; PDF, 497 KB)